# Fotballklubben Jerv 2020
Questa voce raccoglie le informazioni riguardanti il Fotballklubben Jerv nelle competizioni ufficiali della stagione 2020.

## Stagione
A causa della pandemia di COVID-19, il 12 marzo 2020 è stato reso noto che la Norges Fotballforbund aveva inizialmente rinviato l'inizio dell'attività calcistica al 15 aprile. A seguito della decisione del ministero della cultura di vietare la ripresa delle attività fino al 15 giugno, i calendari del campionato sono stati ancora rimodulati. Il 19 maggio, il ministro della cultura Abid Raja ha confermato che la 1. divisjon sarebbe ricominciata la prima settimana di luglio. Il 12 giugno, Raja ha reso noto che sarebbe stata permessa una capienza massima di 200 spettatori. Dal 30 settembre, la capienza è stata aumentata a 600 spettatori, negli impianti dove potesse essere garantita la distanza interpersonale.
Il 10 settembre 2020, la Norges Fotballforbund – dopo diversi rinvii – ha dovuto annullare l'edizione stagionale del Norgesmesterskapet, a causa dell'impossibilità di disputare tutte le partite previste a causa della condensazione del calendario del campionato. Anche il calciomercato è stato organizzato quindi diversamente, con una sessione estiva e una autunnale.
Il Jerv ha chiuso la stagione al 13º posto finale. Ole Marius Håbestad ed Øystein Øvretveit sono stati i calciatori più utilizzati in stagione, con 30 presenze ciascuno. Pibe Pereira è stato invece il miglior marcatore, a quota 8 reti.

## Maglie e sponsor
Lo sponsor tecnico per la stagione 2020 è stato Umbro, mentre lo sponsor ufficiale è stato J. J. Ugland. La divisa casalinga era composta da una maglietta gialla con inserti blu, pantaloncini blu e calzettoni gialli. Quella da trasferta era invece composta da un completo bianco, con le maniche nere.
| Casa | Trasferta |

## Rosa
| N. |                        | Ruolo | Calciatore        |
| -- | ---------------------- | ----- | ----------------- |
| 2  | Norvegia (bandiera)    | D     | Torje Wichne      |
| 3  | Norvegia (bandiera)    | D     | Bjørnar Hove      |
| 4  | Norvegia (bandiera)    | D     | Espen Knudsen     |
| 5  | Norvegia (bandiera)    | D     | John Olav Norheim |
| 6  | Danimarca (bandiera)   | C     | Mathias Wichmann  |
| 7  | Norvegia (bandiera)    | D     | Simon Larsen      |
| 8  | Norvegia (bandiera)    | C     | Thomas Zernichow  |
| 9  | Costa Rica (bandiera)  | A     | Diego Campos      |
| 10 | Paesi Bassi (bandiera) | C     | Thomas Kok        |
| 10 | Norvegia (bandiera)    | A     | Alexander Dang    |
| 11 | Norvegia (bandiera)    | C     | Daniel Aase       |
| 13 | Norvegia (bandiera)    | C     | Håkon Suggelia    |
| 14 | Danimarca (bandiera)   | D     | Daniel Arrocha    |
| 15 | Nigeria (bandiera)     | D     | Akeem Latifu      |

| N. |                      | Ruolo | Calciatore          |
| -- | -------------------- | ----- | ------------------- |
| 16 | Norvegia (bandiera)  | C     | Tobias Wangerud     |
| 17 | Norvegia (bandiera)  | C     | Andreas Hagen       |
| 18 | Norvegia (bandiera)  | D     | Jørgen Solli        |
| 19 | Norvegia (bandiera)  | D     | Imam Mafi           |
| 20 | Norvegia (bandiera)  | P     | Øystein Øvretveit   |
| 22 | Norvegia (bandiera)  | C     | Jesper Isaksen      |
| 23 | Norvegia (bandiera)  | A     | Ole Marius Håbestad |
| 28 | Norvegia (bandiera)  | A     | Jørgen Myhre        |
| 32 | Norvegia (bandiera)  | C     | Mohammed Abdalhalim |
| 32 | Norvegia (bandiera)  | C     | Thomas Ness         |
| 34 | Norvegia (bandiera)  | P     | Benjamin Boujar     |
| 39 | Argentina (bandiera) | A     | Pibe Pereira        |
| 80 | Ghana (bandiera)     | C     | Michael Baidoo      |
| 99 | Singapore (bandiera) | A     | Ikhsan Fandi        |

## Calciomercato

### Sessione invernale(dal 09/01 al 01/04)
| Arrivi | Arrivi            | Arrivi | Arrivi     |
| R.     | Nome              | da     | Modalità   |
| ------ | ----------------- | ------ | ---------- |
| D      | Imam Mafi         |        | svincolato |
| D      | John Olav Norheim |        | svincolato |
| C      | Andreas Hagen     |        | svincolato |
| A      | Diego Campos      |        | svincolato |

| Partenze | Partenze          | Partenze    | Partenze      |
| R.       | Nome              | a           | Modalità      |
| -------- | ----------------- | ----------- | ------------- |
| D        | Peter Reinhardsen |             | svincolato    |
| C        | Michael Baidoo    | Midtjylland | fine prestito |
| A        | Martin Andersen   |             | svincolato    |
| A        | David Faupala     |             | svincolato    |
| A        | Luke Ferreira     |             | svincolato    |
| A        | Aram Khalili      |             | svincolato    |
| A        | Anthony Okachi    | Abia Comets | fine prestito |
| A        | Vegard Somdal     |             | svincolato    |

### Sessione estiva(dal 10/06 al 30/06)
| Arrivi | Arrivi         | Arrivi      | Arrivi     |
| R.     | Nome           | da          | Modalità   |
| ------ | -------------- | ----------- | ---------- |
| D      | Daniel Arrocha | Øygarden    | definitivo |
| D      | Akeem Latifu   | Mjøndalen   | definitivo |
| C      | Michael Baidoo | Midtjylland | prestito   |
| A      | Jørgen Myhre   | Start       | definitivo |
| A      | Pibe Pereira   |             | svincolato |

| Partenze | Partenze | Partenze | Partenze |
| R.       | Nome     | a        | Modalità |
| -------- | -------- | -------- | -------- |

### Sessione autunnale(dall'08/09 al 05/10)
| Arrivi | Arrivi         | Arrivi     | Arrivi     |
| R.     | Nome           | da         | Modalità   |
| ------ | -------------- | ---------- | ---------- |
| C      | Jesper Isaksen | Stabæk     | prestito   |
| C      | Thomas Kok     |            | svincolato |
| C      | Thomas Ness    | IL Express | definitivo |
| A      | Ikhsan Fandi   | Raufoss    | definitivo |

| Partenze | Partenze       | Partenze | Partenze |
| R.       | Nome           | a        | Modalità |
| -------- | -------------- | -------- | -------- |
| A        | Alexander Dang | Egersund | prestito |

## Risultati

### 1. divisjon

#### Girone di andata
| Arbitro: | Bodding |

|                      |           |            |
| Tavakoli 57’ Øby 89’ | Marcatori | 31’ Campos |

| Arbitro: | Moen |

|                      |           |                        |
| Pereira 53’ Aase 67’ | Marcatori | 25’ Effiom 74’ Eriksen |

| Arbitro: | S. Røvig Sletner |

|                             |           |                 |
| Kristiansen 26’ Hagerup 79’ | Marcatori | 13’, 42’ Campos |

| Arbitro: | Ekeli Valen |

|                                          |           |                   |
| Daghim 82’ (aut.) Norheim 87’ Baidoo 90’ | Marcatori | 45’, 52’ Svendsen |

| Arbitro: | Higraff |

|  |           |                                    |
|  | Marcatori | 6’ Campos 41’ Pereira 87’ Håbestad |

| Arbitro: | Sinnes |

|                         |           |                                         |
| Pereira 22’ Knudsen 54’ | Marcatori | 15’ Gustavsson 18’ Melgalvis Andreassen |

| Arbitro: | Moen |

|                         |           |                                 |
| Lillebo 16’ (rig.), 54’ | Marcatori | 73’ Pereira 75’ (rig.) Wichmann |

| Arbitro: | Koløy |

|           |           |                |
| Campos 2’ | Marcatori | 55’ Langrekken |

| Arbitro: | Ekeli Valen |

|           |           |             |
| Owusu 51’ | Marcatori | 90’ Knudsen |

| Arbitro: | Hauge |

|            |           |  |
| Larsen 19’ | Marcatori |  |

| Arbitro: | Huru Kellerhals |

|             |           |  |
| Michael 47’ | Marcatori |  |

| Arbitro: | Moen |

|               |           |                                                                 |
| Zernichow 15’ | Marcatori | 25’ Kvande 30’, 79’ Sæter 35’ Reginiussen 55’ (rig.), 85’ Tønne |

| Arbitro: | S. Røvig Sletner |

|                                                 |           |                  |
| Sandmoen 9’ Sellin 17’, 37’ Laham 67’ Chaib 90’ | Marcatori | 61’, 78’ Pereira |

| Arbitro: | Hauge |

|                                        |           |            |
| Lorentzen 14’, 34’, 48’, 59’ Udahl 54’ | Marcatori | 62’ Larsen |

| Arbitro: | Sinnes |

|  |           |                                             |
|  | Marcatori | 45’ (rig.) K. Hoven 51’ Mannsverk 67’ Kupen |

#### Girone di ritorno
| Arbitro: | Berg |

|                              |           |                               |
| Knudsen 12’ (aut.) Taaje 90’ | Marcatori | 10’, 58’ Knudsen 29’ Wichmann |

| Arbitro: | Koløy |

|                      |           |             |
| Fandi 48’ Larsen 90’ | Marcatori | 89’ Solberg |

| Arbitro: | Higraff |

|             |           |  |
| Svendsen 8’ | Marcatori |  |

| Arbitro: | Higraff |

|            |           |  |
| Baidoo 77’ | Marcatori |  |

| Arbitro: | Medic |

|                                       |           |                                    |
| Fandi 12’ Larsen 68’ Pereira 79’, 80’ | Marcatori | 6’ (aut.) Øvretveit 45’ (rig.) Alm |

| Arbitro: | S. Røvig Sletner |

|              |           |              |
| Andersen 31’ | Marcatori | 65’ Håbestad |

| Arbitro: | Lien |

|                                     |           |                       |
| Norheim 14’ Fandi 50’, 64’ Aase 59’ | Marcatori | 76’ Udeh 90’ Haugsdal |

| Arbitro: | Ekeli Valen |

|                   |           |  |
| Knudsen 5’ (aut.) | Marcatori |  |

| Arbitro: | Berg |

|  |           |           |
|  | Marcatori | 55’ Gueye |

| Arbitro: | Koløy |

|                                                                   |           |  |
| Reginiussen 12’ Karlsen 31’ Tønne 51’ Eggen Rismark 72’ Sæter 89’ | Marcatori |  |

| Arbitro: | Tennøy |

|                 |           |  |
| Baidoo 14’, 84’ | Marcatori |  |

| Arbitro: | Bodding |

|           |           |  |
| Azemi 56’ | Marcatori |  |

| Arbitro: | H. Røvig Sletner |

|  |           |                       |
|  | Marcatori | 20’ Udahl 88’ Valsvik |

| Arbitro: | S. Røvig Sletner |

|                                              |           |          |
| Eriksen 16’ (rig.), 22’ Hummelvoll-Nuñez 90’ | Marcatori | 43’ Mafi |

| Arbitro: | Moen |

|           |           |            |
| Fandi 90’ | Marcatori | 10’ Stokke |

## Statistiche

### Statistiche di squadra
| Competizione | Punti | In casa | In casa | In casa | In casa | In casa | In casa | In trasferta | In trasferta | In trasferta | In trasferta | In trasferta | In trasferta | Totale | Totale | Totale | Totale | Totale | Totale | DR  |
| Competizione | Punti | G       | V       | N       | P       | Gf      | Gs      | G            | V            | N            | P            | Gf           | Gs           | G      | V      | N      | P      | Gf     | Gs     | DR  |
| ------------ | ----- | ------- | ------- | ------- | ------- | ------- | ------- | ------------ | ------------ | ------------ | ------------ | ------------ | ------------ | ------ | ------ | ------ | ------ | ------ | ------ | --- |
| 1. divisjon  | 35    | 15      | 7       | 4       | 4       | 24      | 25      | 15           | 2            | 4            | 9            | 17           | 32           | 30     | 9      | 8      | 13     | 41     | 57     | -16 |
| Totale       | -     | 15      | 7       | 4       | 4       | 24      | 25      | 15           | 2            | 4            | 9            | 17           | 32           | 30     | 9      | 8      | 13     | 41     | 57     | -16 |

### Andamento in campionato
| Giornata  | 1  | 2  | 3  | 4  | 5 | 6 | 7 | 8 | 9 | 10 | 11 | 12 | 13 | 14 | 15 | 16 | 17 | 18 | 19 | 20 | 21 | 22 | 23 | 24 | 25 | 26 | 27 | 28 | 29 | 30 |
| --------- | -- | -- | -- | -- | - | - | - | - | - | -- | -- | -- | -- | -- | -- | -- | -- | -- | -- | -- | -- | -- | -- | -- | -- | -- | -- | -- | -- | -- |
| Luogo     | T  | C  | T  | C  | T | C | T | C | T | C  | T  | C  | T  | T  | C  | T  | C  | T  | C  | C  | T  | C  | T  | C  | T  | C  | T  | C  | T  | C  |
| Risultato | P  | N  | N  | V  | V | N | N | N | N | V  | P  | P  | P  | P  | P  | V  | V  | P  | V  | V  | N  | V  | P  | P  | P  | V  | P  | P  | P  | N  |
| Posizione | 12 | 11 | 14 | 10 | 7 | 6 | 6 | 8 | 8 | 6  | 8  | 9  | 10 | 11 | 12 | 10 | 10 | 10 | 10 | 7  | 7  | 6  | 7  | 8  | 9  | 7  | 10 | 10 | 12 | 13 |

Fonte:  OBOS-ligaen 2020, su altomfotball.no, Altomfotball.
Legenda:

Luogo: C = Casa; T = Trasferta. Risultato: V = Vittoria; N = Pareggio; P = Sconfitta.

### Statistiche dei giocatori
| Giocatore     | 1. divisjon | 1. divisjon | 1. divisjon | 1. divisjon | Coppa nazionale | Coppa nazionale | Coppa nazionale | Coppa nazionale | Coppe europee | Coppe europee | Coppe europee | Coppe europee | Altre coppe | Altre coppe | Altre coppe | Altre coppe | Totale   | Totale | Totale      | Totale     |
| Giocatore     | Presenze    | Reti        | Ammonizioni | Espulsioni  | Presenze        | Reti            | Ammonizioni     | Espulsioni      | Presenze      | Reti          | Ammonizioni   | Espulsioni    | Presenze    | Reti        | Ammonizioni | Espulsioni  | Presenze | Reti   | Ammonizioni | Espulsioni |
| ------------- | ----------- | ----------- | ----------- | ----------- | --------------- | --------------- | --------------- | --------------- | ------------- | ------------- | ------------- | ------------- | ----------- | ----------- | ----------- | ----------- | -------- | ------ | ----------- | ---------- |
| D. Aase       | 24          | 2           | 3           | 0           |                 |                 |                 |                 |               |               |               |               |             |             |             |             | 24       | 2      | 3           | 0          |
| M. Abdalhalim | 0           | 0           | 0           | 0           |                 |                 |                 |                 |               |               |               |               |             |             |             |             | 0        | 0      | 0           | 0          |
| M. Baidoo     | 27          | 4           | 4           | 0           |                 |                 |                 |                 |               |               |               |               |             |             |             |             | 27       | 4      | 4           | 0          |
| B. Boujar     | 0           | 0           | 0           | 0           |                 |                 |                 |                 |               |               |               |               |             |             |             |             | 0        | 0      | 0           | 0          |
| D. Campos     | 16          | 5           | 6           | 0           |                 |                 |                 |                 |               |               |               |               |             |             |             |             | 16       | 5      | 6           | 0          |
| A. Dang       | 7           | 0           | 0           | 0           |                 |                 |                 |                 |               |               |               |               |             |             |             |             | 7        | 0      | 0           | 0          |
| I. Fandi      | 14          | 5           | 0           | 0           |                 |                 |                 |                 |               |               |               |               |             |             |             |             | 14       | 5      | 0           | 0          |
| O. Håbestad   | 30          | 2           | 3           | 0           |                 |                 |                 |                 |               |               |               |               |             |             |             |             | 30       | 2      | 3           | 0          |
| A. Hagen      | 1           | 0           | 0           | 0           |                 |                 |                 |                 |               |               |               |               |             |             |             |             | 1        | 0      | 0           | 0          |
| B. Hove       | 11          | 0           | 2           | 0           |                 |                 |                 |                 |               |               |               |               |             |             |             |             | 11       | 0      | 2           | 0          |
| J. Isaksen    | 13          | 0           | 2           | 0           |                 |                 |                 |                 |               |               |               |               |             |             |             |             | 13       | 0      | 2           | 0          |
| E. Knudsen    | 28          | 4           | 4           | 0           |                 |                 |                 |                 |               |               |               |               |             |             |             |             | 28       | 4      | 4           | 0          |
| T. Kok        | 2           | 0           | 0           | 0           |                 |                 |                 |                 |               |               |               |               |             |             |             |             | 2        | 0      | 0           | 0          |
| S. Larsen     | 21          | 4           | 6           | 0           |                 |                 |                 |                 |               |               |               |               |             |             |             |             | 21       | 4      | 6           | 0          |
| A. Latifu     | 22          | 0           | 0           | 0           |                 |                 |                 |                 |               |               |               |               |             |             |             |             | 22       | 0      | 0           | 0          |
| I. Mafi       | 26          | 1           | 2           | 0           |                 |                 |                 |                 |               |               |               |               |             |             |             |             | 26       | 1      | 2           | 0          |
| J. Myhre      | 4           | 0           | 0           | 0           |                 |                 |                 |                 |               |               |               |               |             |             |             |             | 4        | 0      | 0           | 0          |
| T. Ness       | 5           | 0           | 1           | 0           |                 |                 |                 |                 |               |               |               |               |             |             |             |             | 5        | 0      | 1           | 0          |
| J. Norheim    | 19          | 2           | 4           | 0           |                 |                 |                 |                 |               |               |               |               |             |             |             |             | 19       | 2      | 4           | 0          |
| Ø. Øvretveit  | 30          | -57         | 3           | 0           |                 |                 |                 |                 |               |               |               |               |             |             |             |             | 30       | -57    | 3           | 0          |
| P. Pereira    | 29          | 8           | 4           | 0           |                 |                 |                 |                 |               |               |               |               |             |             |             |             | 29       | 8      | 4           | 0          |
| J. Solli      | 15          | 0           | 2           | 0           |                 |                 |                 |                 |               |               |               |               |             |             |             |             | 15       | 0      | 2           | 0          |
| H. Suggelia   | 9           | 0           | 3           | 0           |                 |                 |                 |                 |               |               |               |               |             |             |             |             | 9        | 0      | 3           | 0          |
| T. Wangerud   | 1           | 0           | 0           | 0           |                 |                 |                 |                 |               |               |               |               |             |             |             |             | 1        | 0      | 0           | 0          |
| M. Wichmann   | 26          | 2           | 4           | 0           |                 |                 |                 |                 |               |               |               |               |             |             |             |             | 26       | 2      | 4           | 0          |
| T. Wichne     | 26          | 0           | 1           | 0           |                 |                 |                 |                 |               |               |               |               |             |             |             |             | 26       | 0      | 1           | 0          |
| T. Zernichow  | 29          | 1           | 4           | 0           |                 |                 |                 |                 |               |               |               |               |             |             |             |             | 29       | 1      | 4           | 0          |